# Вест-Пойнт (Міссісіпі)
Вест-Пойнт (англ. West Point) — місто (англ. city) в США, в окрузі Клей штату Міссісіпі. Населення — 10 105 осіб (2020).

## Географія
Вест-Пойнт розташований за координатами 33°36′22″ пн. ш. 88°39′27″ зх. д. / 33.60611° пн. ш. 88.65750° зх. д. (33.606197, -88.657609).  За даними Бюро перепису населення США в 2010 році місто мало площу 54,73 км², з яких 54,09 км² — суходіл та 0,64 км² — водойми.

## Демографія
Згідно з переписом 2010 року, у місті мешкало 11 307 осіб у 4444 домогосподарствах у складі 3043 родин. Густота населення становила 207 осіб/км².  Було 5011 помешкання (92/км²).
Расовий склад населення:
| - 61,4 % — чорних або афроамериканців - 37,6 % — білих - 0,2 % — азіатів - 0,1 % — корінних американців |

До двох чи більше рас належало 0,5 %. Частка іспаномовних становила 0,9 % від усіх жителів.
За віковим діапазоном населення розподілялося таким чином: 26,6 % — особи молодші 18 років, 58,5 % — особи у віці 18—64 років, 14,9 % — особи у віці 65 років та старші. Медіана віку мешканця становила 36,4 року. На 100 осіб жіночої статі у місті припадало 83,4 чоловіків;  на 100 жінок у віці від 18 років та старших — 79,2 чоловіків також старших 18 років.
Середній дохід на одне домашнє господарство  становив 45 682 долари США (медіана — 26 946), а середній дохід на одну сім'ю — 53 583 долари (медіана — 35 649). Медіана доходів становила 41 522 долари для чоловіків та 24 957 доларів для жінок. За межею бідності перебувало 32,0 % осіб, у тому числі 51,5 % дітей у віці до 18 років та 15,2 % осіб у віці 65 років та старших.
Цивільне працевлаштоване населення становило 3958 осіб. Основні галузі зайнятості: освіта, охорона здоров'я та соціальна допомога — 21,9 %, виробництво — 19,7 %, роздрібна торгівля — 13,3 %, мистецтво, розваги та відпочинок — 7,8 %.